# Фонте-Аркада
Фонте-Аркада (порт. Fonte Arcada; МФА: [ˈfõ.tɨ aɾ.ˈka.dɐ]) — парафія в Португалії, у муніципалітеті Повуа-де-Ланьозу. Розташована в північно-західній частині країни, на теренах історичної португальської провінції Дору-Міню. Входить до складу округу Брага. За адміністративним поділом, чинним до 1976 року, терени парафії були складовою провінції Міню. Належить до Бразької архідіоцезії Католицької церкви. Патрон — Ісус Христос. Площа — 6,0628 км². Населення — 1274 ос. (2011). Слабо урбанізований регіон. Густота населення — 210,13 осіб/км²
. Код — 030909.

## Назва
- Фонтаркада (порт. Fontarcada) — інша назва.

## Населення
| Кількість мешканців | Кількість мешканців | Кількість мешканців | Кількість мешканців | Кількість мешканців | Кількість мешканців | Кількість мешканців | Кількість мешканців | Кількість мешканців | Кількість мешканців | Кількість мешканців | Кількість мешканців | Кількість мешканців | Кількість мешканців | Кількість мешканців |
| ------------------- | ------------------- | ------------------- | ------------------- | ------------------- | ------------------- | ------------------- | ------------------- | ------------------- | ------------------- | ------------------- | ------------------- | ------------------- | ------------------- | ------------------- |
| 1864                | 1878                | 1890                | 1900                | 1911                | 1920                | 1930                | 1940                | 1950                | 1960                | 1970                | 1981                | 1991                | 2001                | 2011                |
| 1 748               | 1 737               | 1 761               | 1 811               | 1 993               | 1 901               | 1 510               | 1 237               | 1 334               | 1 379               | 1 325               | 1 248               | 1 252               | 1 362               | 1 273               |